# Modello di Solow
Nell'ambito della teoria della crescita in economia, il modello di Solow, o modello di Solow-Swan o anche modello neoclassico di crescita, prende il nome dal Premio Nobel Robert Solow, che lo sviluppò in un noto lavoro del 1956.
Il modello studia la dinamica della crescita economica di un paese nel lungo periodo e venne sviluppato da Solow a partire dal modello Harrod-Domar. In particolare, nel suo modello Solow ripassa l'ipotesi di costanza del rapporto capitale-prodotto (o intensità di capitale) propria del modello di crescita di Harrod, e, sulla base degli assunti neoclassici, introduce la sostituibilità tra fattori produttivi e dunque la possibilità di aggiustamenti nel lungo periodo del rapporto.
L'introduzione dell'ipotesi di sostituibilità tra lavoro e capitale ha come conseguenza che, nel modello di Solow, e contrariamente a quanto avviene in quello di Harrod-Domar, l'equilibrio di crescita del sistema economico è stabile e la crescita del prodotto pro-capite nel lungo periodo risulta funzione del solo progresso tecnico.

## Le ipotesi e le equazioni base del modello
Solow ipotizza una funzione di produzione aggregata a due fattori -- lavoro (N) e capitale (K) -- a rendimenti di scala costanti e produttività marginali decrescenti dei singoli fattori del tipo:
{\displaystyle Y=F(K,N)}.
Essendo a rendimenti di scala costanti (cioè all'aumentare sia di K che di N aumenta proporzionalmente anche Y) l'equazione può essere scritta come segue
{\displaystyle \lambda Y=f(\lambda K,\lambda N)}
Dall'ipotesi di rendimenti di scala costanti discende che la funzione è omogenea di grado uno e può essere riscritta come segue, ipotizzando che {\displaystyle \lambda =1/N}:
{\displaystyle Y/N=f(K/N,1)}
Ciò significa che il prodotto per lavoratore è funzione del capitale a disposizione di ogni lavoratore.
I risparmi (S) vengono considerati una frazione costante (s) del reddito:
(2) {\displaystyle S=sY}
dove s è appunto la propensione al risparmio.
Viene assunta una legge di deprezzamento geometrica per il capitale, legge che assicura che gli ammortamenti in ogni periodo siano sempre una frazione costante dello stock di capitale δ, indipendentemente dalla struttura temporale degli investimenti che lo hanno prodotto. La legge di accumulazione del capitale sarà quindi data da:
(3) {\displaystyle {\dot {K}}=I-\delta K}
dove {\displaystyle {\dot {K}}={\frac {dK}{dt}}} è la variazione dello stock di capitale nel tempo.
Solow analizza le condizioni di equilibrio di un'economia chiusa per cui assume l'uguaglianza ex ante tra investimenti e risparmi:
(4) {\displaystyle S=I}
Solow ipotizza infine un tasso di crescita costante della popolazione (coincidente con quello della forza lavoro poiché si assume che in equilibrio vi sia pieno impiego) pari a {\displaystyle n}, da cui:
(5) {\displaystyle N=N_{0}\cdot e^{nt}}

## Modello di Solow senza progresso tecnico
Analizziamo il caso in cui lo stato della tecnologia rimane invariato (assenza di progresso tecnico), quindi la funzione (1) rimane costante nel tempo.
Indicando con k il capitale per addetto dalla (5) si ottiene:
{\displaystyle \ K={\frac {K}{N}}N=kN_{0}e^{nt}}
Differenziamo la precedente identità rispetto al tempo (t) otteniamo:
{\displaystyle \ {\dot {K}}={\dot {k}}N_{0}e^{nt}+nkN_{0}e^{nt}={\dot {k}}N+nkN}
Dalle equazioni (1)-(3) deriva inoltre che:
{\displaystyle \ {\dot {K}}=sNf(k)-\delta kN}
Mettendo insieme le due equazioni precedenti otteniamo infine:
(6) {\displaystyle \ {\dot {k}}=sf(k)-(n+\delta )k}
Questa è l'equazione dinamica fondamentale del modello e ci dice che la variazione del capitale per addetto è data dall'investimento netto procapite, ossia risparmio procapite meno quella parte di investimento che serve a rimpiazzare il capitale usurato ({\displaystyle \delta } è il tasso di deprezzamento) e a dotare di capitale i "nuovi arrivati" ({\displaystyle n} è il tasso di crescita della popolazione).
A questo punto occorre osservare che, data l'ipotesi di produttività marginali decrescenti dei singoli fattori, il grafico del risparmio pro-capite espresso in funzione del capitale procapite {\displaystyle \left(sf(k)\right)}, sarà una curva con la concavità rivolta verso il basso e vi sarà solo un possibile punto di incontro con la retta {\displaystyle (n+\delta )k}.
Questo può essere visto chiaramente nella figura sottostante, in cui si suppone nullo il tasso di crescita della popolazione ({\displaystyle n=0}) e in cui la curva verde del risparmio procapite, somma di deprezzamento del capitale per addetto e investimento netto procapite, incontra in un solo punto la retta rossa del deprezzamento, che è infatti funzione lineare del capitale.
Vi sarà dunque un solo possibile punto di equilibrio (k*) e tale equilibrio sarà stabile. Infatti, ogni qualvolta {\displaystyle k<k^{*}} dalla (6) e dalla particolare forma funzionale della {\displaystyle f(k)} segue che {\displaystyle \ {\dot {k}}>0} e viceversa nel caso in cui  {\displaystyle k>k^{*}}.
Il corrispondente valore di equilibrio del reddito procapite sarà:
{\displaystyle y^{*}=f(k^{*})}
Il reddito procapite (o output per addetto) tenderà al valore costante di equilibrio {\displaystyle y^{*}} mentre il reddito complessivo crescerà ad un tasso {\displaystyle n} pari al tasso di crescita della popolazione.
È importante osservare come:

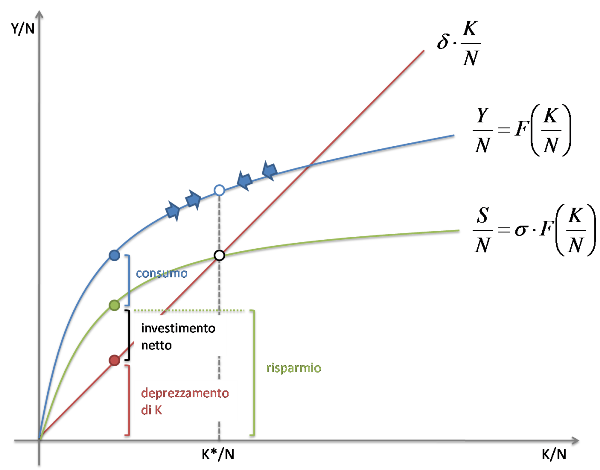
Rappresentazione grafica del modello di Solow

- nel breve periodo il reddito procapite {\displaystyle y} e il rapporto capitale-lavoro k possono aumentare o diminuire a seconda che i risparmi procapite siano maggiori o minori del deprezzamento del capitale procapite, tuttavia nel lungo periodo si arriva ad una situazione stato stazionario in cui i risparmi sono pari al deprezzamento del capitale e dove reddito e capitale procapite non crescono.
- una variazione della propensione al risparmio {\displaystyle s} o del tasso di deprezzamento del capitale {\displaystyle \delta } avrà effetti positivi o negativi sui livelli aggregati di capitale e reddito, ma non influenzerà il loro tasso di crescita di lungo periodo.
- in tale modello, in assenza di progresso tecnico, non è possibile avere una crescita costante e continua del reddito procapite.

### Il modello di Solow con funzione di produzione Cobb-Douglas
Ipotizzando una funzione di produzione aggregata Cobb-Douglas del tipo:
{\displaystyle Y=K^{\alpha }N^{1-\alpha }}
ed esprimendo la funzione in termini di output per addetto abbiamo:
{\displaystyle y=k^{\alpha }}.
Sostituendo nella (6) otteniamo:
(7) {\displaystyle \ {\dot {k}}=sk^{\alpha }-(n+\delta )k}
Questa è un'equazione differenziale non lineare di Bernoulli. Quello che possiamo notare subito è che, affinché si abbia {\displaystyle \ {\dot {k}}=0}, deve aversi:
{\displaystyle \ k^{*}(sk^{*\alpha -1}-(n+\delta ))=0}
da cui segue:
{\displaystyle \ k^{*}=\left({\frac {s}{n+\delta }}\right)^{\frac {1}{1-\alpha }}}
e
{\displaystyle \ y^{*}=k^{*\alpha }=\left({\frac {s}{n+\delta }}\right)^{\frac {\alpha }{1-\alpha }}}
Inoltre, esprimendo l'equazione in termini di rapporto capitale-prodotto, otteniamo un'equazione differenziale lineare del primo ordine. Infatti, indicando con v il rapporto capitale prodotto abbiamo che:
{\displaystyle \ v={\frac {K}{Y}}={\frac {K}{L}}^{1-\alpha }=k^{1-\alpha }}
da cui:
{\displaystyle \ {\dot {v}}=(1-\alpha )k^{-\alpha }{\dot {k}}}
Moltiplicando ambo i membri della (7) per {\displaystyle \ k^{-\alpha }} e sostituendo otteniamo:
{\displaystyle \ {\dot {v}}+(n+\delta )(1-\alpha )v=s(1-\alpha )}
Questa è un'equazione differenziale lineare del primo ordine la cui soluzione è:
{\displaystyle \ v(t)=\left(v(0)-{\frac {s}{n+\delta }}\right)e^{-\beta t}+{\frac {s}{n+\delta }}}
dove
{\displaystyle \beta =(n+\delta )(1-\alpha )>0}
è chiamato coefficiente di convergenza ed indica la velocità con cui il sistema converge ai valori di stato stazionario.

## Modello di Solow con progresso tecnico
Nell'articolo del 1956 in cui lo propone, Solow considera incidentalmente la possibilità di includere nel suo modello il progresso tecnico.
In particolare, Solow analizza l'ipotesi di progresso tecnico Hicks-neutral con una funzione di produzione aggregata Cobb-Douglas. Il progresso tecnico viene modellizzato come un fattore moltiplicativo della funzione originaria, che aumenta l'output totale senza modificare il saggio marginale di sostituzione tecnica:
{\displaystyle Y=A(t)f(K,N)}
dove, se la funzione è una Cobb-Douglas a rendimenti di scala costanti e il progresso avviene ad un tasso costante pari a μ, si ha:
{\displaystyle \ Y=e^{\mu t}K^{\alpha }N^{1-\alpha }}
da cui, richiamando l'equazione (5), otteniamo:
{\displaystyle \ Y=e^{\mu t}K^{\alpha }(N_{0}e^{nt})^{1-\alpha }=K^{\alpha }(N_{0}e^{n^{*}t})^{1-\alpha }=K^{\alpha }N^{*1-\alpha }}
dove:
{\displaystyle \ n^{*}=n+{\frac {\mu }{1-\alpha }}}.
Sostituendo N* a N l'analisi precedente può ripetersi invariata. In particolare, poiché i valori di stato stazionario vengono ridefiniti in termini di N*, l'output e il capitale per addetto non sono costanti, ma crescono al tasso μ/(1-α).
Un modo alternativo di inserire il progresso tecnico è quello di ipotizzare progresso tecnico Harrod-neutral o labour augmenting. La funzione di produzione può essere riformulata come segue:
{\displaystyle \ Y=f(K,A(t)N)}
Con questa specificazione è possibile lasciare inalterata tutta l'analisi della sezione precedente semplicemente riformulandola in termini di unità efficienti di lavoro (efficiency labor) (v = A(t)N), da cui:
{\displaystyle \ Y=f(K,v)}
Così output e capitale, costanti per unità efficiente di lavoro, cresceranno ad un tasso pari a quello del progresso tecnico in termini di addetto.
Va finalmente notato come, mentre l'inserimento di progresso tecnico Harrod-neutral non crea problemi qualsiasi sia la forma funzionale ipotizzata per la funzione di produzione, l'inserimento del progresso tecnico Hicks-neutral può essere fatto senza problemi solo laddove si assuma una funzione di produzione Cobb-Douglas. Del resto, come dimostrato da Uzawa, la funzione di produzione Cobb-Douglas è l'unico caso in cui il progresso tecnico neutrale à la Harrod è anche neutrale à la Hicks.

## L'offerta di lavoro funzione del salario reale
Nella formulazione originale del 1956 Solow rilassa anche l'ipotesi di offerta di lavoro perfettamente rigida e pari al pieno impiego, considerandola anche funzione del salario reale (w/p). In questa estensione la (5) diventa quindi:
(5a) {\displaystyle \ L=L_{0}e^{nt}\left({\frac {w}{p}}\right)^{h}}
dove L è l'offerta di lavoro, n è il saggio di crescita della popolazione, w è il salario nominale, p l'indice dei prezzi e h (> 0) l'elasticità dell'offerta di lavoro rispetto al salario reale.
Con questa ipotesi si ha:
{\displaystyle \ K={\frac {K}{L}}L=kL_{0}e^{nt}\left({\frac {w}{p}}\right)^{h}}
da cui, derivando rispetto al tempo (t) e considerando costante il livello dei prezzi (p), otteniamo:
{\displaystyle {\ {\dot {K}}={\dot {k}}L_{0}e^{nt}\left({\frac {w}{p}}\right)^{h}+nkL_{0}e^{nt}\left({\frac {w}{p}}\right)^{h}+hkL_{0}e^{nt}\left({\frac {w}{p}}\right)^{h-1}\left({\frac {\dot {w}}{p}}\right)={\dot {k}}L+nkL+hkL{\frac {\dot {w}}{w}}}}.
Richiamando le equazioni (1)-(4), come sopra abbiamo inoltre:
{\displaystyle \ {\dot {K}}=sLf(k)-\delta kL}
Mettendo insieme le due equazioni precedenti otteniamo infine:
(6a) {\displaystyle \ {\dot {k}}=sf(k)-(n+\delta )k-h\left({\frac {\dot {w}}{w}}\right)k}
Rispetto alla (6a) possono ripetersi la maggior parte delle considerazioni svolte rispetto alla (6). In particolare, il sistema tende al valore di equilibrio in cui il capitale per addetto (K/L) resta costante. Inoltre, in equilibrio si ha:
{\displaystyle \ h{\frac {\dot {w}}{w}}={\frac {s}{v}}-n}

## Critiche al modello
Il modello è stato oggetto nel corso degli anni di diverse critiche. Da un lato, le critiche mossegli dalla scuola di Cambridge per l'utilizzo dei concetti di capitale fisico aggregato e produttività marginale.
Dall'altro quelle mossegli, più di recente, all'interno della bioeconomia (o economia ecologica), per la mancata considerazione del ruolo svolto nel processo di crescita economica dalle risorse naturali e dall'energia, e degli effetti che tale crescita ha sull'entropia.